# Conistra ragusae
Conistra ragusae là một loài bướm đêm trong họ Noctuidae.